# Swainsona unifoliolata
Swainsona unifoliolata är en ärtväxtart som beskrevs av Ferdinand von Mueller. Swainsona unifoliolata ingår i släktet Swainsona och familjen ärtväxter. Inga underarter finns listade i Catalogue of Life.